# Johan Philip Koelman
Johan Philip Koelman (Den Haag, 11 maart 1818 – aldaar, 16 januari 1893) was een Nederlands kunstschilder, beeldhouwer, schrijver en onderwijzer. Ook was hij jarenlang directeur van de Academie van Beeldende Kunsten in Den Haag. Hij was de oudere broer van de schilder Jan Hendrik Koelman.

## Opleiding
Koelman was aanvankelijk voorbestemd zijn vader als timmerman op te volgen. Vanwege zijn timmerwerk kwam de jonge Koelman zo nu en dan over de vloer in het atelier van de schilder Cornelis Kruseman, die Koelmans tekentalent herkende en hem aanspoorde zich in de kunsten te bekwamen. Koelman nam de raad ter harte en studeerde van 1838 tot 1842 aan de Haagsche Teeken-Academie. Vervolgens trok hij naar Rome, waar naast zijn leermeester Kruseman ook zijn broer Jan Hendrik was neergestreken. 

## Leven en werk te Rome
Aangekomen in Rome mengde Koelman zich al gauw in de lokale kunstenaarswereld. Zo ging hij vaak naar beroemde kunstenaarscafés als Caffè delle Belle Arti en Caffè Greco en frequenteerde hij in de kunstenaarskringen rond prinses Marianne, wier portret hij schilderde. Ook was Koelman regelmatig te gast bij ambassadeur Auguste graaf Liedekerke-de Beaufort en leerde hij in wat toen de wereldwijde kunstenaarshoofdstad was vele andere kunstenaars uit Nederland en daarbuiten kennen, onder wie Victor Lagye, Gustaf Wilhelm Palm, Jan Antonie van der Ven, Hendrik Stöver, Jean Baptise Maes en Charles Bellay. 
Qua kunst specialiseerde Koelman zich in genrestukken waarin hij het volksleven van Rome en omgeving vastlegde. Veel werken van hem laten jonge vrouwen in klederdracht zien. Daarnaast schilderde hij veel portretten van met name Centraal-Europese edelen die in Rome verbleven, zoals Alexandru II Ghica en Emeryk Hutten-Czapski. Geen van deze portretten is tegenwoordig evenwel bekend. 
Enkele jaren na Koelmans aankomst in Rome braken er onlusten uit in de stad die uiteindelijk resulteerden in de vlucht van paus Pius IX, de tijdelijke opheffing van de Kerkelijke Staten en het ontstaan van de Romeinse Republiek. Tijdens de verdediging van de Republiek tegen een Franse ontzettingsmacht zou Koelman naar eigen zeggen als vrijwilliger de wapens ter hand hebben genomen en beroemde figuren als Nino Bixio zijn tegengekomen, maar of dit daadwerkelijk het geval is wordt betwist. In 1857 keerde Koelman terug naar Nederland.

## Terug in Nederland
Terug in Nederland werd hij eerst hoofdonderwijzer en later directeur van de Haagse Academie van Beeldende Kunsten, waar hij zelf als jongeling gestudeerd had. In die periode ontwierp hij verschillende monumenten, zoals het met een prijs bekroonde ontwerp voor een nationaal monument 1813, het monument voor de hertog van Saksen-Weimar in het Haagse Lange Voorhout, het monument van de Waternimf in Brielle en het Van der Werff-monument in Leiden ter herinnering aan het Ontzet van Leiden. Bij enkele van deze ontwerpen werkte hij samen met de architecten W.C. van der Waeyen Pieterszen en H.P. Vogel. Ook werd Koelman lid van de vrijmetselaarsloge L'Union Royale. 

## In Rome
Over zijn tijd in Rome publiceerde Koelman zijn memoires, In Rome geheten. De tekst verscheen oorspronkelijk als feuilleton in De Nederlandsche Spectator tussen 1863 en 1865. Dit moment van publiceren was niet zonder reden. In 1861 was, als onderdeel van het Risorgimento, het Koninkrijk Italië uitgeroepen. De jonge staat raakte al gauw in conflict met de Kerkelijke Staten, omdat Rome als 'natuurlijke' hoofdstad van het Italiaanse koninkrijk gezien werd, maar de stad daadwerkelijk de residentie was van de soevereine paus-koning. Nederland was nauw betrokken bij dit conflict. Liberalen, waartoe Koelman behoorde, waren vol lof over Garibaldi en de zijnen, terwijl Nederlandse katholieken in woord en daad de paus te hulp schoten, bijvoorbeeld door als vrijwilliger te dienen bij de pauselijke zoeaven. Koelmans memoires over de voorgeschiedenis van dit conflict konden zodoende rekenen op een brede belangstelling.
In 1869 kwamen de memoires ook in boekvorm uit, een jaar voor de Val van Rome. Liberale intellectuelen ontvingen het boek met enthousiasme, terwijl ultramontanen als Herman Schaepman het boek met de grond gelijk maakten. Koelman baseerde zijn memoires grotendeels op notitieboekjes die hij in Rome bijhield, maar leunde qua anekdotes ook zwaar op Alexandre Dumas' biografie van Garibaldi uit 1860. Daarnaast was hij zeer schatplichtig aan de memoires van Garibaldi's adjudant Candido Augosto Vecchi, waarvan hij hele lappen tekst overschreef. In 1963 verscheen een vertaling van Koelmans memoires in het Italiaans, terwijl in 2023 een geannoteerde versie van de oorspronkelijke tekst in moderne spelling werd uitgebracht. 

## Eerbetonen en overlijden
Koelman werd op latere leeftijd benoemd tot ridder in de Orde van de Nederlandse Leeuw en in de Orde van de Eikenkroon. Hij werd op 20 januari 1893 begraven op begraafplaats Oud Eik en Duinen in het bijzijn van bestuursleden, docenten en leerlingen van de Academie en vertegenwoordigers van Haagse kunstenaarsgenootschappen waar hij actief lid van was geweest: Pulchri Studio, Arti et Industriae en Architectura. 

## Fotogalerij

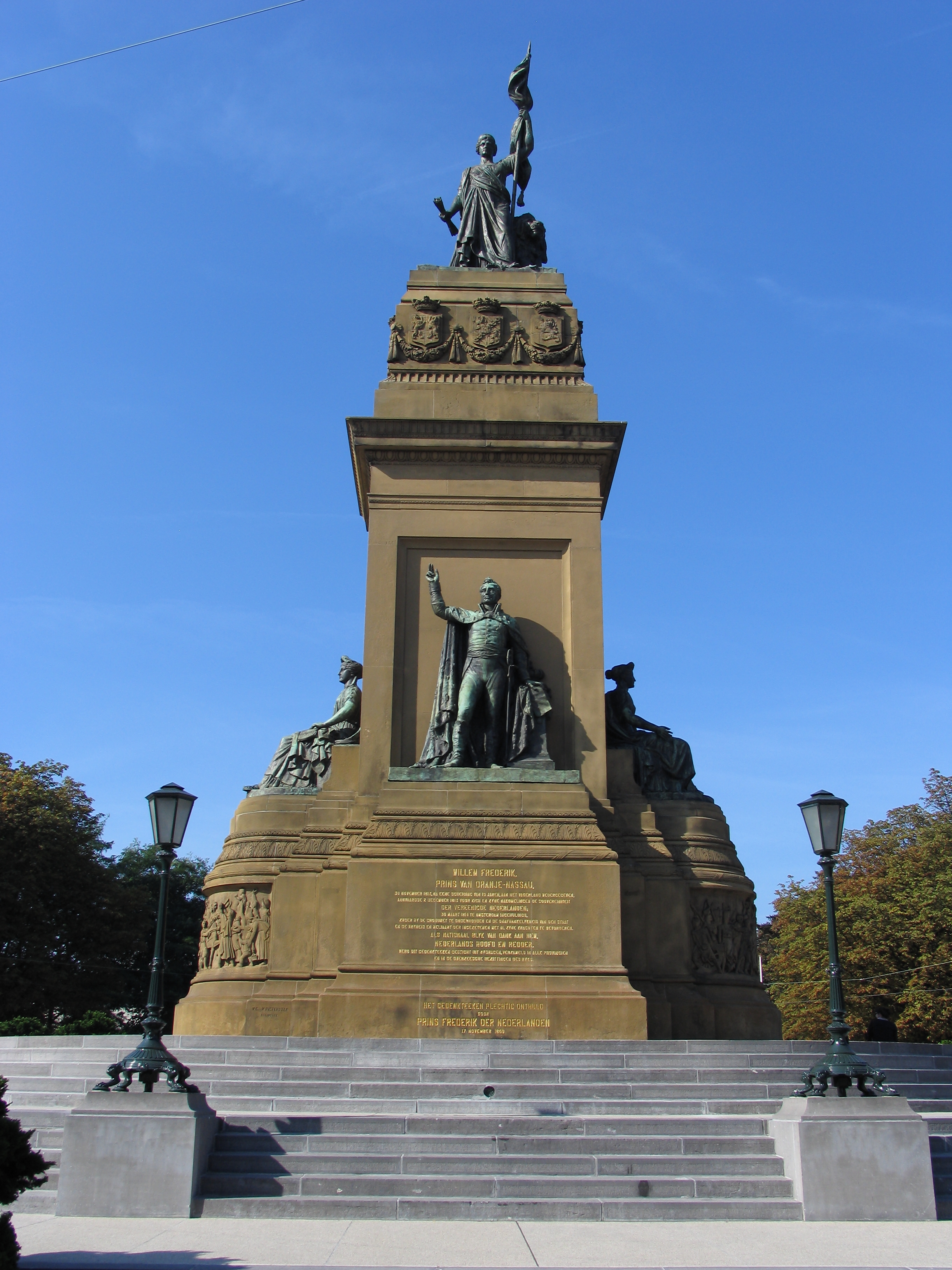
Onafhankelijkheidsmonument
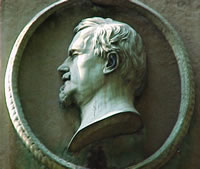
Detail monument voor de hertog van Saksen-Weimar, Den Haag, 1866.
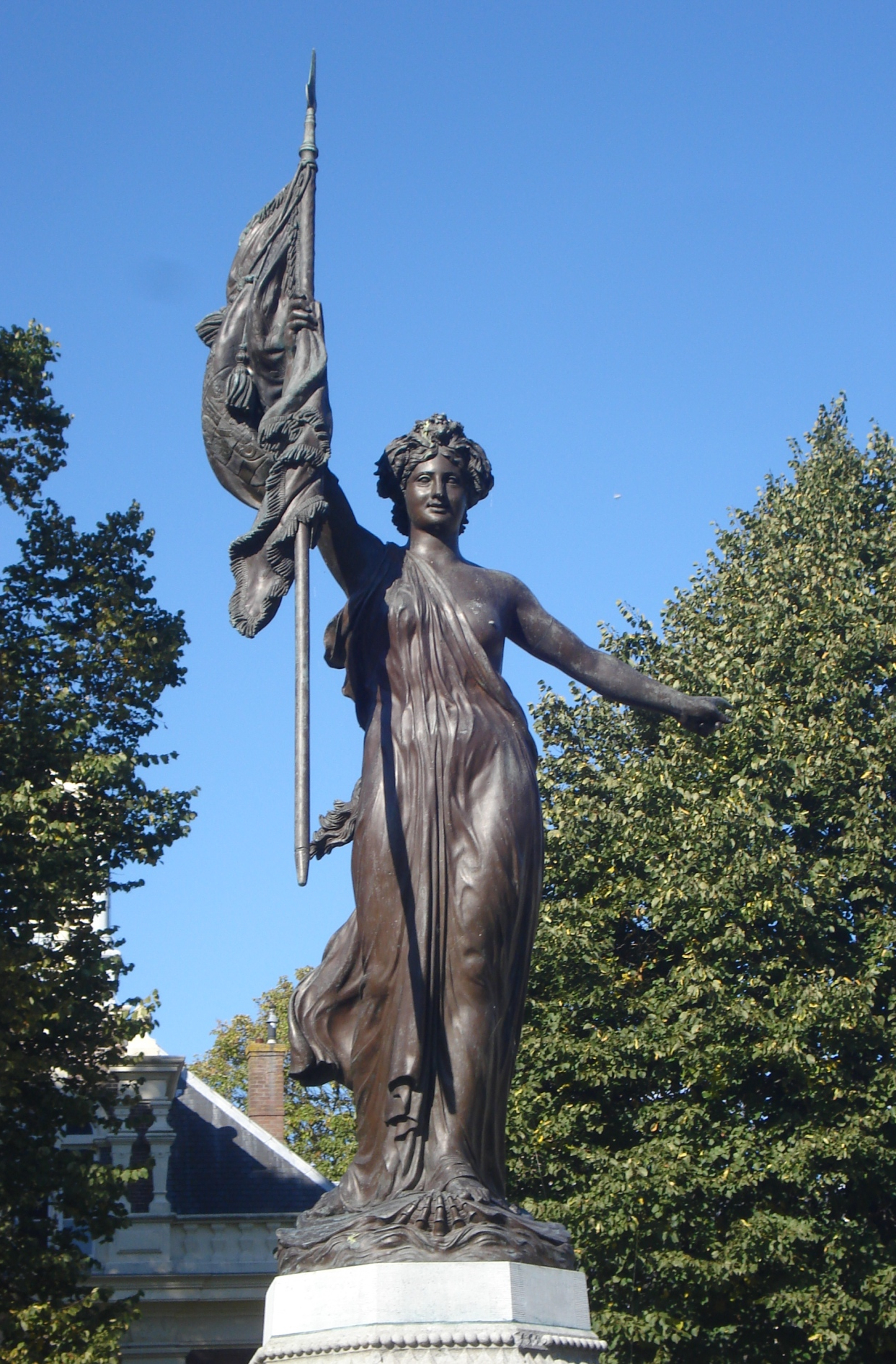
Zeenymph
Portret van Johannes van Rossum

- Biografisch Portaal: 88317069
- Digitale Bibliotheek voor de Nederlandse Letteren: koel005
- International Standard Name Identifier: 0000 0000 6812 5687
- Nederlandse Thesaurus van Auteursnamen: 070201722
- RKD-Nederlands Instituut voor Kunstgeschiedenis: 45323
- Système universitaire de documentation: 071005188
- Union List of Artist Names: 500007957
- Virtual International Authority File: 95729621
- WorldCat: E39PBJfGXVdHXmvR7qJrGd6Myd